# دونالد كندريك
دونالد كندريك هو موزع كندي، ولد في 1947.